# Ernest Bevin
Ernest Bevin (Winsford, Somerset, 9 de març de 1881 - Londres, 14 d'abril de 1951) va ser un estadista britànic, líder sindical i polític laborista.
Va cofundar i exercir de secretari general del poderós Sindicat de Treballadors Generals i del Transport durant els anys 1922–40 i Ministre de Treball en el govern de la coalició durant la Segona Guerra Mundial. Va aconseguir maximitzar l'oferta de mà d'obra britànica, tant pels serveis armats com per a la producció industrial domèstica, amb un mínim de vagues i desordres. El seu paper més important va ser Secretari d'Afers Exteriors en el govern laborista de postguerra liderat per Clement Attlee, 1945-51. Va obtenir suport financer nord-americà, es va oposar fortament al comunisme i va ajudar a la creació de l'OTAN. El lideratge de Bevin a Exteriors també va impulsar la fi del Mandat de Palestina i la subsegüent creació de l'Estat d'Israel. El seu biògraf, Alan Bullock, va dir que Bevin "es troba com l'últim de la línia de secretaris d'exteriors en la tradició creada per Castlereagh, Canning i Palmerston a la primera meitat del segle xix", i que a causa de la reducció del poder britànic, no té successors.